# Copa Mundial masculina de Baloncesto 3x3 de 2019
La Copa Mundial masculina de Baloncesto 3x3 de 2019 fue la sexta edición de este torneo de baloncesto 3x3. La competición se celebró entre el 18 y el 23 de junio de 2019, en la ciudad de Ámsterdam, (Países Bajos).

### Equipos participantes
Todas las zonas continentales de FIBA excepto FIBA África están representadas por al menos un equipo. FIBA anunció la composición final de las piscinas en mayo de 2019.
FIBA Americas (3)
- Estados Unidos (7)
- Brasil (13)
- Puerto Rico (20)

FIBA Asia (5)
- Japón (5)
- China (6)
- Mongolia (8)
- Catar (10)
- Corea del Sur (18)

FIBA Europa (11)
- Serbia (1)
- Rusia (2)
- Eslovenia (3)
- Letonia (4)
- Países Bajos (9) (anfitriones)
- Lituania (11)
- Ucrania (12)
- Polonia (14)
- Francia (15)
- Estonia (16)
- Turquía (17)

FIBA Oceania (1)
- Australia (19)

### Jugadores
| Posición | Equipo         | Jugadores             | Jugadores               | Jugadores               | Jugadores            |
| -------- | -------------- | --------------------- | ----------------------- | ----------------------- | -------------------- |
| 1        | Serbia         | Dušan Domović Bulut   | Marko Savić             | Dejan Majstorović       | Mihailo Vasić        |
| 2        | Rusia          | Alexander Zuev        | Aleksandr Antonikovskii | Dmitrii Cheburkin       | Daniil Abramovskii   |
| 3        | Eslovenia      | Simon Finzgar         | Gašper Ovnik            | Anže Srebovt            | Adin Kavgić          |
| 4        | Letonia        | Kārlis Lasmanis       | Nauris Miezis           | Agnis Čavars            | Edgars Krūmiņš       |
| 5        | Japón          | Tomoya Ochiai         | Masahiro Komatsu        | Daisuke Kobayashi       | Ryuto Yasuoka        |
| 6        | China          | Zheng Yi              | Li Haonan               | Liu Hengyi              | Huang Wenwei         |
| 7        | Estados Unidos | Damon Huffman         | Robbie Hummel           | Kareem Maddox           | Canyon Barry         |
| 8        | Mongolia       | Dulguun Enkhbat       | Delgernyam Davaasambuu  | Tserenbaatar Enkhtaivan | Otgonjargal Tsogt    |
| 9        | Países Bajos   | Aron Roijé            | Dimeo van der Horst     | Jesper Jobse            | Sjoerd van Vilsteren |
| 10       | Qatar          | Fadi Abilmona         | Abdulrahman Saad        | Nedim Muslic            | Moustafa Fouda       |
| 11       | Lituania       | Marijus Uzupis        | Šarūnas Vingelis        | Paulius Beliavicius     | Evaldas Džiaugys     |
| 12       | Ucrania        | Stanislav Tymofeyenko | Maksym Zakurdaiev       | Oleksandr Sizov         | Anton Davydiuk       |
| 13       | Brasil         | Felipe Camargo        | Jonatas Mello           | Jefferson Socas         | William Weihermann   |
| 14       | Polonia        | Michael Hicks         | Paweł Pawłowski         | Marcin Sroka            | Przemysław Zamojski  |
| 15       | Francia        | Charly Pontens        | Lucas Dussoulier        | Dominique Gentil        | Mickael Var          |
| 16       | Estonia        | Joonas Järveläinen    | Martin Dorbek           | Karl Johan Lips         | Rannar Raap          |
| 17       | Turquía        | Anıl Uğur             | Yasin Canberk Uzunkaya  | Serdar Hot              | Özgür Şahin          |
| 18       | Corea del Sur  | Kim Minseob           | Park Minsu              | Park Jinsu              | Lee Seung-jun        |
| 19       | Australia      | Tom Wright            | Tim Coenraad            | Andrew Steel            | Greg Hire            |
| 20       | Puerto Rico    | Wil Martínez          | Gilberto Clavell        | Josué Erazo             | Angel Matias         |

## Primera fase

### Grupo A
| Pos. | Equipo         | PJ | G | P | PF | PC | DP  | Clasificación                   |      | Bandera de Estados Unidos | Bandera de Serbia | Bandera de los Países Bajos | Bandera de Corea del Sur | Bandera de Turquía |
| ---- | -------------- | -- | - | - | -- | -- | --- | ------------------------------- | ---- | ------------------------- | ----------------- | --------------------------- | ------------------------ | ------------------ |
| 1    | Estados Unidos | 4  | 4 | 0 | 80 | 41 | +39 | Qualification to knockout stage |      | —                         | 21–16             | 15–14                       | 22–8                     | 22–3               |
| 2    | Serbia         | 4  | 3 | 1 | 77 | 61 | +16 | Qualification to knockout stage |      | 16–21                     | —                 | 18–14                       | 21–16                    | 22–10              |
| 3    | Países Bajos   | 4  | 2 | 2 | 72 | 52 | +20 |                                 |      | 14–15                     | 14–18             | —                           | 22–8                     | 22–11              |
| 4    | Corea del Sur  | 4  | 1 | 3 | 54 | 77 | −23 |                                 | 8–22 | 16–21                     | 8–22              | —                           | 22–12                    |                    |
| 5    | Turquía        | 4  | 0 | 4 | 36 | 88 | −52 |                                 | 3–22 | 10–22                     | 11–22             | 12–22                       | —                        |                    |

 Fuente: FIBA
Criterios de clasificación: 1) Wins; 2) Head-to-head record; 3) Points scored; 4) Higher seed.

### Grupo B
| Pos. | Equipo      | PJ | G | P | PF | PC | DP | Clasificación                   |       | Bandera de Ucrania | Bandera de Puerto Rico | Bandera de Mongolia | Bandera de Estonia | Bandera de Rusia |
| ---- | ----------- | -- | - | - | -- | -- | -- | ------------------------------- | ----- | ------------------ | ---------------------- | ------------------- | ------------------ | ---------------- |
| 1    | Ucrania     | 4  | 3 | 1 | 68 | 70 | −2 | Qualification to knockout stage |       | —                  | 21–19                  | 18–17               | 15–13              | 14–21            |
| 2    | Puerto Rico | 4  | 3 | 1 | 80 | 72 | +8 | Qualification to knockout stage |       | 19–21              | —                      | 21–18               | 21–18              | 19–15            |
| 3    | Mongolia    | 4  | 2 | 2 | 69 | 68 | +1 |                                 |       | 17–18              | 18–21                  | —                   | 20–17              | 14–12            |
| 4    | Estonia     | 4  | 1 | 3 | 64 | 71 | −7 |                                 | 13–15 | 18–21              | 17–20                  | —                   | 16–15              |                  |
| 5    | Rusia       | 4  | 1 | 3 | 63 | 63 | 0  |                                 | 21–14 | 15–19              | 12–14                  | 15–16               | —                  |                  |

 Fuente: FIBA
Criterios de clasificación: 1) Wins; 2) Head-to-head record; 3) Points scored; 4) Higher seed.
Notas:
1. 1 2  Ukraine 21–19 Puerto Rico
2. 1 2  Estonia 16–15 Russia

### Grupo C
| Pos. | Equipo    | PJ | G | P | PF | PC | DP  | Clasificación                   |       | Bandera de Francia | Bandera de Eslovenia | Bandera de Catar | Bandera de Lituania | Bandera de la República Popular China |
| ---- | --------- | -- | - | - | -- | -- | --- | ------------------------------- | ----- | ------------------ | -------------------- | ---------------- | ------------------- | ------------------------------------- |
| 1    | Francia   | 4  | 3 | 1 | 81 | 61 | +20 | Qualification to knockout stage |       | —                  | 21–18                | 21–13            | 17–21               | 22–9                                  |
| 2    | Eslovenia | 4  | 3 | 1 | 77 | 71 | +6  | Qualification to knockout stage |       | 18–21              | —                    | 18–17            | 21–20               | 20–13                                 |
| 3    | Qatar     | 4  | 2 | 2 | 71 | 73 | −2  |                                 |       | 13–21              | 17–18                | —                | 20–16               | 21–18                                 |
| 4    | Lituania  | 4  | 2 | 2 | 75 | 71 | +4  |                                 | 21–17 | 20–21              | 16–20                | —                | 18–13               |                                       |
| 5    | China     | 4  | 0 | 4 | 53 | 81 | −28 |                                 | 9–22  | 13–20              | 18–21                | 13–18            | —                   |                                       |

 Fuente: FIBA
Criterios de clasificación: 1) Wins; 2) Head-to-head record; 3) Points scored; 4) Higher seed.
Notas:
1. 1 2  France 21–18 Slovenia
2. 1 2  Qatar 20–16 Lithuania

### Grupo D
| Pos. | Equipo    | PJ | G | P | PF | PC | DP  | Clasificación                   |       | Bandera de Polonia | Bandera de Letonia | Bandera de Australia | Bandera de Japón | Bandera de Brasil |
| ---- | --------- | -- | - | - | -- | -- | --- | ------------------------------- | ----- | ------------------ | ------------------ | -------------------- | ---------------- | ----------------- |
| 1    | Polonia   | 4  | 3 | 1 | 71 | 62 | +9  | Qualification to knockout stage |       | —                  | 15–13              | 18–16                | 17–21            | 21–12             |
| 2    | Letonia   | 4  | 3 | 1 | 69 | 62 | +7  | Qualification to knockout stage |       | 13–15              | —                  | 20–16                | 14–11            | 22–20             |
| 3    | Australia | 4  | 2 | 2 | 75 | 65 | +10 |                                 |       | 16–18              | 16–20              | —                    | 22–12            | 21–15             |
| 4    | Japón     | 4  | 2 | 2 | 57 | 63 | −6  |                                 | 21–17 | 11–14              | 12–22              | —                    | 13–10            |                   |
| 5    | Brasil    | 4  | 0 | 4 | 57 | 77 | −20 |                                 | 12–21 | 20–22              | 15–21              | 10–13                | —                |                   |

 Fuente: FIBA
Criterios de clasificación: 1) Wins; 2) Head-to-head record; 3) Points scored; 4) Higher seed.
Notas:
1. 1 2  Poland 15–13 Latvia
2. 1 2  Australia 22–12 Japan

## Fase final
|  | Cuartos de final | Cuartos de final | Cuartos de final |         |                | Semifinales    | Semifinales | Semifinales |         |                | Final          | Final        | Final |  |
|  |                  |                  |                  |         |                |                |             |             |         |                |                |              |       |  |
|  |                  |                  |                  |         |                |                |             |             |         |                |                |              |       |  |
|  | Estados Unidos   | Estados Unidos   | 21               |         |                |                |             |             |         |                |                |              |       |  |
|  | Estados Unidos   | Estados Unidos   | 21               |         |                |                |             |             |         |                |                |              |       |  |
|  | Eslovenia        | Eslovenia        | 14               |         |                |                |             |             |         |                |                |              |       |  |
|  | Eslovenia        | Eslovenia        | 14               |         | Estados Unidos | Estados Unidos | 22          |             |         |                |                |              |       |  |
|  |                  |                  |                  |         | Estados Unidos | Estados Unidos | 22          |             |         |                |                |              |       |  |
|  |                  |                  | Polonia          | Polonia | 8              |                |             |             |         |                |                |              |       |  |
|  | Polonia          | Polonia          | Polonia          | Polonia | 8              | 21             |             |             |         |                |                |              |       |  |
|  | Polonia          | Polonia          |                  |         |                |                |             |             |         |                |                |              |       |  |
|  | Puerto Rico      | Puerto Rico      | 14               |         |                |                |             |             |         |                |                |              |       |  |
|  | Puerto Rico      | Puerto Rico      | 14               |         |                |                |             |             |         | Estados Unidos | Estados Unidos | 18           |       |  |
|  |                  |                  |                  |         |                |                |             |             |         | Estados Unidos | Estados Unidos | 18           |       |  |
|  |                  |                  | Letonia          | Letonia | 14             |                |             |             |         |                |                |              |       |  |
|  | Ucrania          | Ucrania          | Letonia          | Letonia | 14             | 7              |             |             |         |                |                |              |       |  |
|  | Ucrania          | Ucrania          |                  |         |                |                |             |             |         |                |                |              |       |  |
|  | Letonia          | Letonia          | 21               |         |                |                |             |             |         |                |                |              |       |  |
|  | Letonia          | Letonia          | 21               |         | Letonia        | Letonia        | 22          |             |         | Tercer lugar   | Tercer lugar   | Tercer lugar |       |  |
|  |                  |                  |                  |         | Letonia        | Letonia        | 22          |             |         | Tercer lugar   | Tercer lugar   | Tercer lugar |       |  |
|  |                  |                  | Serbia           | Serbia  | 19             |                |             |             |         |                |                |              |       |  |
|  | Francia          | Francia          | Serbia           | Serbia  | 19             | 12             |             |             | Polonia | Polonia        | 18             |              |       |  |
|  | Francia          | Francia          |                  |         |                |                |             |             | Polonia | Polonia        | 18             |              |       |  |
|  | Serbia           | Serbia           | 20               |         |                |                |             |             |         |                | Serbia         | Serbia       | 15    |  |
|  | Serbia           | Serbia           | 20               |         |                |                |             |             |         |                | Serbia         | Serbia       | 15    |  |
|  |                  |                  |                  |         |                |                |             |             |         |                |                |              |       |  |